# Ottawa 67's
Ottawa 67's je kanadský juniorský klub ledního hokeje, který sídlí v Ottawě v provincii Ontario. Od roku 1967 působí v juniorské soutěži Ontario Hockey League (dříve Ontario Hockey Association). Své domácí zápasy odehrává v hale TD Place Arena s kapacitou 9 500 diváků. Klubové barvy jsou červená, bílá a černá.
Nejznámější hráči, kteří prošli týmem, byli např.: Martin Hamrlík, Lukáš Mensator, Lukáš Kašpar, Zenon Konopka, Nick Boynton, Radim Ostrčil, Denis Potvin, Bobby Smith, Corey Locke, Jakub Petružálek, Brian Campbell, Petr Mrázek, Bryan Bickell, Tyler Toffoli, Sean Monahan nebo Logan Couture.

## Úspěchy
- Vítěz Memorial Cupu ( 2× )
  - 1984, 1999
- Vítěz OHL ( 3× )
  - 1976/77, 1983/84, 2000/01

## Přehled ligové účasti
Zdroj: 
- 1967–1975: Ontario Hockey Association
- 1975–1980: Ontario Hockey Association (Leydenova divize)
- 1980–1994: Ontario Hockey League (Leydenova divize)
- 1994– : Ontario Hockey League (Východní divize)